# Ce monde si merveilleux et si dégueulasse
Pour plus de détails, voir Fiche technique et Distribution.
Ce monde si merveilleux et si dégueulasse (Questo sporco mondo meraviglioso) est un film documentaire mondo italien réalisé par Luigi Scattini et Mino Loy, sorti en 1971.

## Fiche technique
- Titre français : Ce monde si merveilleux et si dégueulasse[1]
- Titre original italien : Questo sporco mondo meraviglioso[2]
- Réalisation : Luigi Scattini, Mino Loy
- Scénario : Luigi Scattini, Mino Loy
- Photographie : Pasquale Fanetti, Claudio Racca
- Musique : Piero Umiliani
- Production : Mino Loy
- Société de production : NC Cinematografica
- Pays de production :  Italie
- Langue originale : italien
- Format : couleurs
- Genre : mondo
- Durée : 90 minutes
- Date de sortie :
  - Italie : 21 avril 1971
  - France : 27 février 1974

## Distribution
- Giorgio Albertazzi : narrateur

## Censure
A l'issue du premier examen du 24 mars 1971, le film a été refusé à la projection publique au motif que « compte tenu de l'obscénité évidente d'un grand nombre d'épisodes [...] ces épisodes sont considérés comme une partie importante du contexte et de l'objectif du film ».
La Commission de révision, afin de donner un avis favorable à la projection, a proposé et obtenu la suppression de 7 épisodes :
- La vie des deux hermaphrodites ;
- Le strip-tease dans un club de Copenhague ;
- Le mannequin nègre photographié dans un lieu américain ;
- L'amour de groupe au Danemark ;
- La séquence des enfants aveugles caressant les corps nus d'un homme et d'une femme ;
- Baignade en piscine dans le cadre d'une psychothérapie de groupe ;
- Le baiser lubrique d'une femme et d'un homme dans lequel la femme montre sa langue vibrante.
- Après le retrait de ces scènes et de plusieurs images de nudité explicite, totalisant 335 mètres de film, le film a reçu l'autorisation d'être projeté en public, limité aux personnes âgées de plus de 18 ans[2].

La version intégrale de 90 minutes est disponible sur Internet dans l'édition allemande intitulée Mondo Perverso - Diese wundervolle und kaputte Welt.

## Accueil critique
« Da tempo lo Jacopettismo cinematografico era assente dagli schermi nazionali. [...] Questo sporco mondo meraviglioso, un film documentaristicamente «pornografico» che si commenta da sé con il suo titolo: Mino Loy e Scattini amano questa meravigliosa sporcizia del mondo, e si divertono a fotografarla, con un cinismo da necrofori addolcito dalla voce suadente di Giorgio Albertazzi (speaker), e dallo spensierato commento musicale di Piero Umiliani. La pornografia del film a colori è nella presentazione di immagini «crude» (la lotta sanguinosa dei cani, l'aborto per risucchiamento, i moncherini dei bambini colpiti dal talidomide, uomini nudi dal corpo mangiato dalle ustioni, I'amplesso visto dagli stessi autori per televisione), da «gustare» in quanto tali e svincolate da un possibile discorso documentaristicamente organico. E il «fascismo cinematografico» (chiamiamo le cose con il loro nome) di Mino Loy-Scattini è quel voler scioccare il pubblico attraverso sollecitazioni irrazionalistiche e considerazioni assurde quanto infami, come quella in cui ci si dice che i palestinesi educano i propri figli alla «scuola dell'odio», una scuola che non aiuterebbe a «conoscere l'uomo ma ad ucciderlo» »
— Critique du film dans l'Unità

« Le jacopettisme cinématographique a longtemps été absent des écrans nationaux. [...] Ce monde si merveilleux et si dégueulasse est un film documentaire « pornographique » qui se commente lui-même avec son titre : Mino Loy et Scattini aiment cette merveilleuse saleté du monde et se plaisent à la photographier, avec un cynisme nécrophile adouci par la voix persuasive de Giorgio Albertazzi (orateur) et le commentaire musical léger de Piero Umiliani. La pornographie du film en couleur réside dans la présentation d'images « crues » (le combat de chiens sanglant, l'avortement par succion, les moignons d'enfants victimes de la thalidomide, les hommes nus au corps rongé par les brûlures, les rapports sexuels vus par les auteurs eux-mêmes à la télévision), à « savourer » en tant que telles et détachées d'un éventuel discours documentaire organique. Et le « fascisme cinématographique » (appelons un chat un chat) de Mino Loy-Scattini est celui de vouloir choquer le public par des pulsions irrationnelles et des considérations aussi absurdes qu'infâmes, comme celle où il est dit que les Palestiniens éduquent leurs enfants à « l'école de la haine », une école qui n'aiderait pas à « connaître l'homme mais à le tuer ». »